# Chorotypidae
Chorotypidae är en familj av insekter. Chorotypidae ingår i överfamiljen Eumastacoidea, ordningen hopprätvingar, klassen egentliga insekter, fylumet leddjur och riket djur. Enligt Catalogue of Life omfattar familjen Chorotypidae 160 arter. 

## Bildgalleri

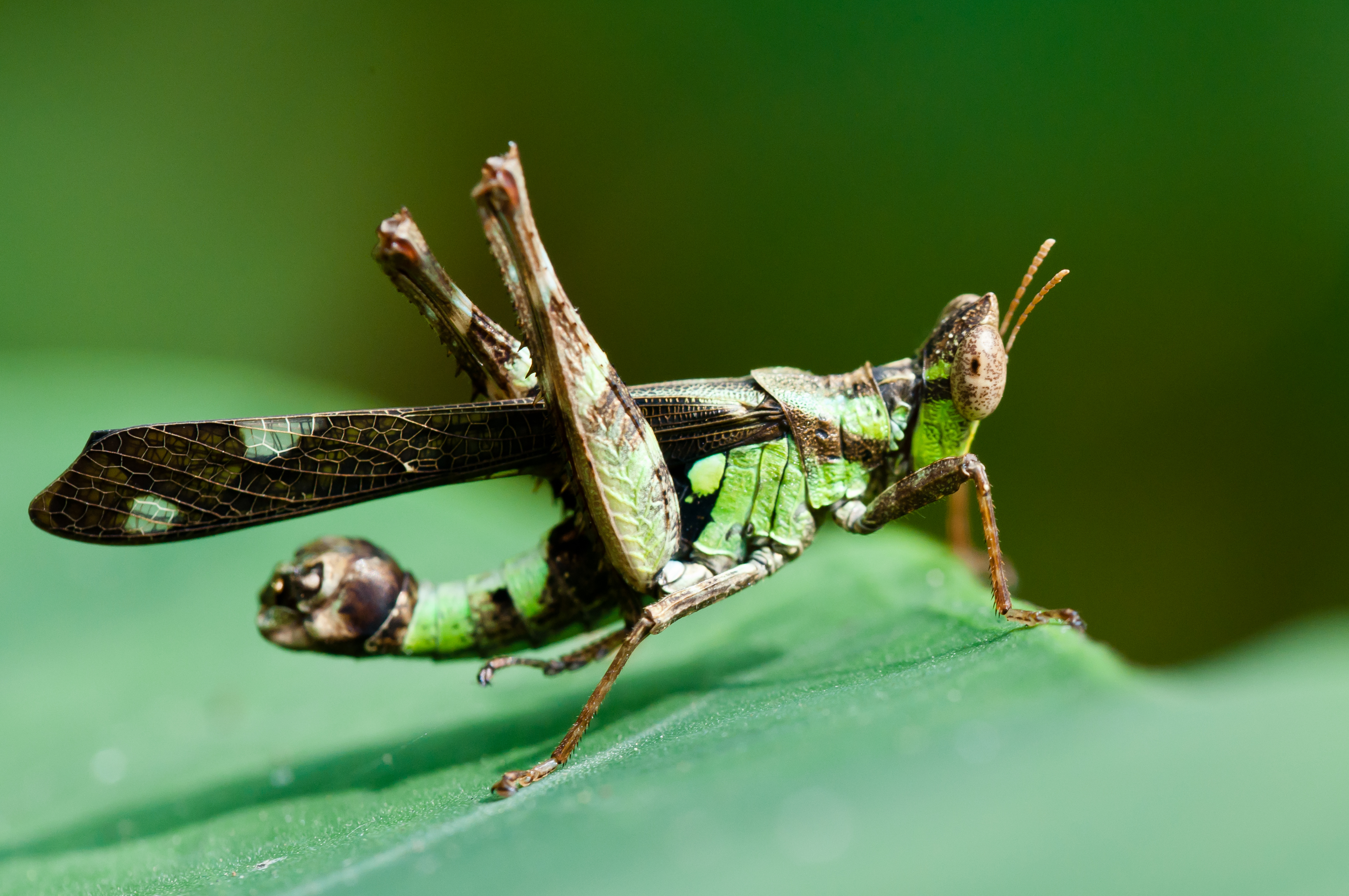
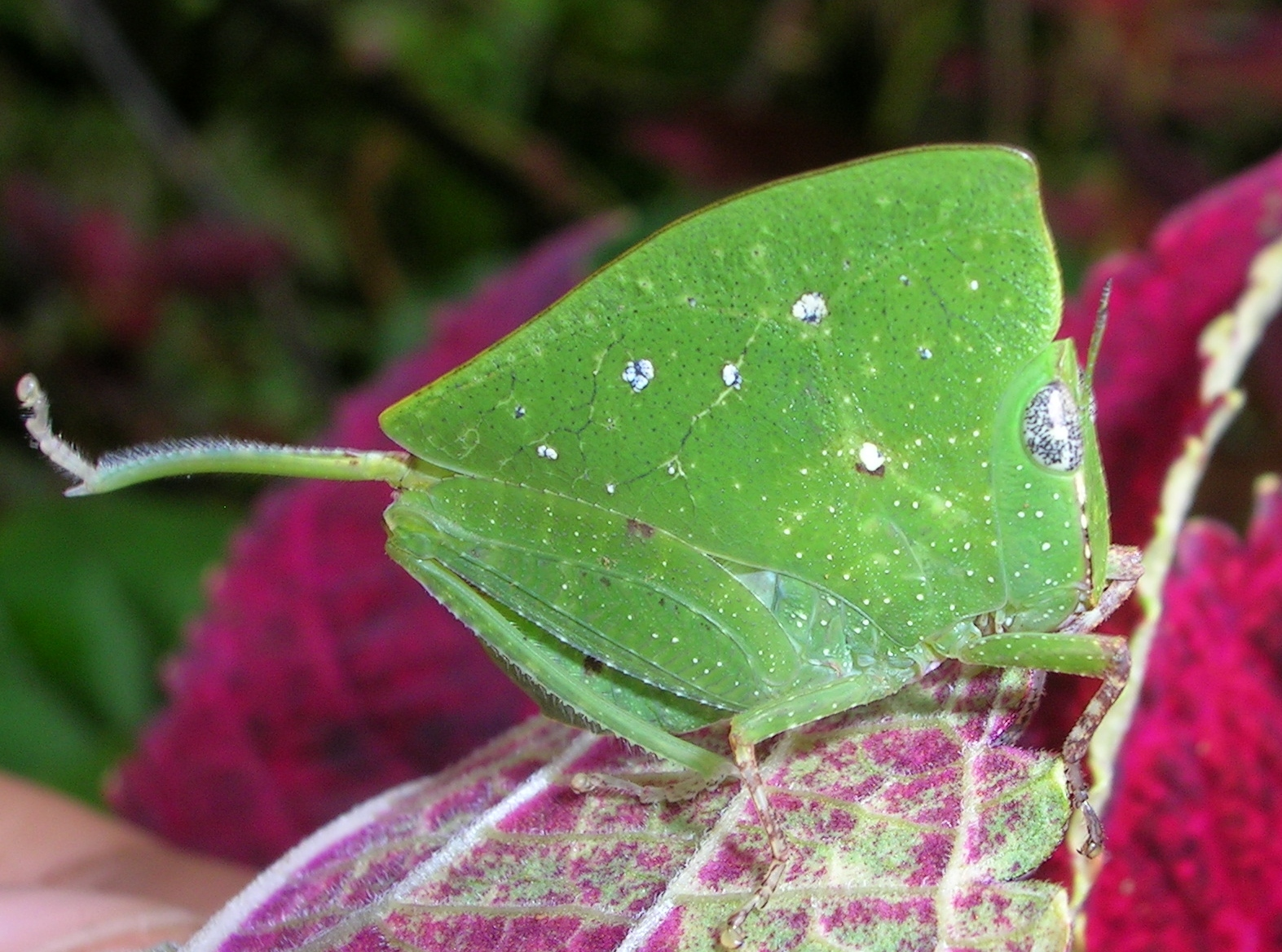
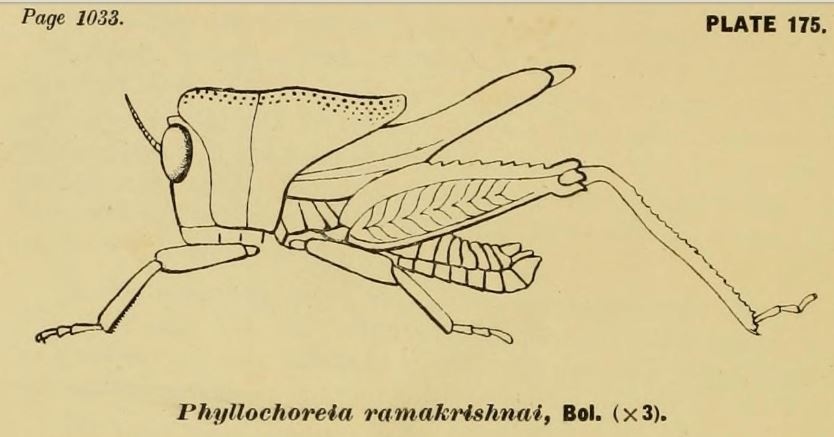

## Dottertaxa till Chorotypidae, i alfabetisk ordning[1]
- Adrapetes
- Bennia
- Borneacridium
- Bornerianthus
- Burrinia
- Butania
- China
- Chorotypus
- Chromomnesicles
- Erianthella
- Erianthina
- Erianthus
- Erucius
- Eupatrides
- Hemierianthus
- Hyalomnesicles
- Karnydia
- Khaserianthus
- Lobiacris
- Loximnesicles
- Macroerianthus
- Mnesicles
- Mnesiclesiella
- Mnesiclesina
- Odontomastax
- Orchetypus
- Paramnesicles
- Philippinacridium
- Phyllochoreia
- Pieltainerianthus
- Prionacantha
- Pseuderianthus
- Pseudomnesicles
- Pseudorchetypus
- Samariella
- Scirtotypus
- Sibuyania
- Stenerianthus
- Tuberomastax
- Uvarovia
- Xenerianthus
- Xenomnesicles
- Xiphicera